# SN 1973S
SN 1973S – niepotwierdzona supernowa odkryta 21 grudnia 1973 roku w galaktyce PGC 72292. W momencie odkrycia miała maksymalną jasność 18,50m.